# Hiroshi Okamura
Pour les articles homonymes, voir Okamura.
Hiroshi Okamura (岡村 博, Okamura Hiroshi) (10 septembre 1905 – 3 septembre 1948 ) est un mathématicien japonais qui a étudié l'analyse. Il fut professeur à l'université de Kyoto.

## Travaux
Hiroshi Okamura a découvert des conditions nécessaires et suffisantes sur les problèmes aux valeurs initiales des équations différentielles ordinaires pour que la solution soit unique. Plus accessoirement, il a redécouvert une amélioration du « deuxième théorème de la moyenne de l'intégration » datant de 1909,.